# Rybák jihoamerický
Rybák jihoamerický (Sterna hirundinacea) je středně velký jihoamerický druh rybáka z rodu Sterna.

## Popis
Rybák jihoamerický se podobá příbuznému rybáku dlouhoocasému: má černou čepičku, bílé líce, světle šedou spodinou, šedým hřbet a křídla (s černou krajní letkou) a dlouhý bílý ocas. Nohy a zobák jsou jasně červené. V prostém šatu (v zimě) má bílé čelo, přední část temene a bělavou spodinu těla. Mladí ptáci jsou velmi tmaví, mimo tmavě šupinovité kresby hřbetu a křídel mají také hnědavou spodinu těla.

## Rozšíření
Hnízdí podél obou pobřeží Jižní Ameriky od Brazílie a Peru na jih po Ohňovou zemi a Falklandské ostrovy. Jižní populace jsou tažné, ptáci zaletují na sever až téměř k rovníku.